# Krapje
 Ovo je glavno značenje pojma Krapje. Za druga značenja pogledajte Krapje (razdvojba).
Krapje je naselje u Republici Hrvatskoj u Sisačko-moslavačkoj županiji, u sastavu općine Jasenovac.

## Zemljopis
Krapje se nalazi zapadno od Jasenovca, na lijevoj obali rijeke Save, susjedna naselja su Puska na zapadu, Plesmo na sjeveru te Drenov Bok na jugu.

## Stanovništvo
Prema popisu stanovništva iz 2001. godine Krapje je imalo 179 stanovnika.
| broj stanovnika | 1316  | 1363  | 1162  | 1217  | 1178  | 1080  | 957   | 890   | 847   | 740   | 617   | 443   | 362   | 251   | 179   | 144   | 100   |
|                 | 1857. | 1869. | 1880. | 1890. | 1900. | 1910. | 1921. | 1931. | 1948. | 1953. | 1961. | 1971. | 1981. | 1991. | 2001. | 2011. | 2021. |

## Šport
- NK Naprijed Krapje